# 吉拉什
吉拉什是葡萄牙布拉干萨区的一个堂区。总面积27.19平方公里，总人口225人，人口密度8.3人/平方公里。